# Кобилянка (Куявсько-Поморське воєводство)
Кобилянка (пол. Kobylanka) — село в Польщі, у гміні Ґрудзьондз Ґрудзьондзького повіту Куявсько-Поморського воєводства.
Населення — 116 осіб (2011).
У 1975-1998 роках село належало до Торунського воєводства.

## Демографія
Демографічна структура станом на 31 березня 2011 року:
|          | Загалом | Допрацездатний вік | Працездатний вік | Постпрацездатний вік |
| -------- | ------- | ------------------ | ---------------- | -------------------- |
| Чоловіки | 64      | 21                 | 39               | 4                    |
| Жінки    | 52      | 11                 | 34               | 7                    |
| Разом    | 116     | 32                 | 73               | 11                   |